# Escudo de Osetia del Norte-Alania
El escudo de Osetia del Norte-Alania, con forma de sello, muestra en un disco o círculo en gules o rojo un leopardo pasante de oro (amarillo o dorado) y sable (negro). El leopardo está sobre el suelo, representado de oro, y delante de siete montañas nevadas representadas de plata (blancas).
Este escudo fue adoptado por Osetia del Norte el 24 de noviembre de 1994 y es muy semejante al que ha adoptado Osetia del Sur en el mes de mayo de 1998. Diseñado por Мurат Dzhigкаyеv

## Otras versiones

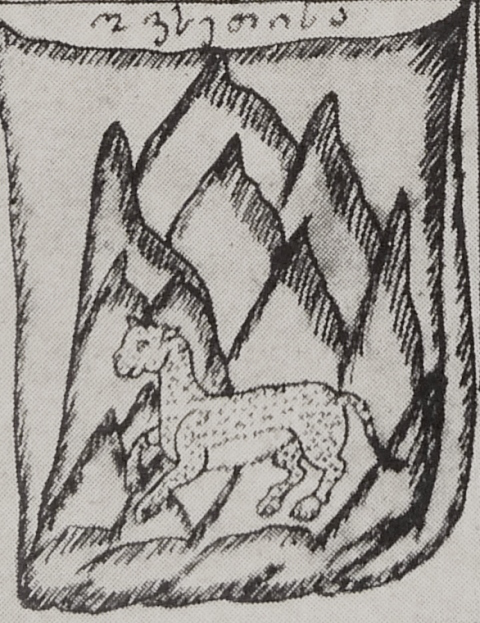
Boceto del escudo de Osetia por Vakhushti Bagrationi (s. XVIII)
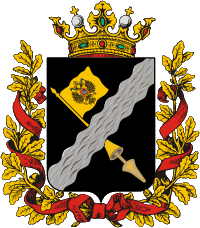
Escudo de la óblast de Tersk (1873)
Escudo de la RSSА de Osetia del Norte (1978-1991)